# 1497
Il 1497 (MCDXCVII in numeri romani) è un anno  del XV secolo.

## Eventi
- 7 febbraio - il frate domenicano Girolamo Savonarola, reggente di Firenze ordina il Falò delle vanità.
- 24 giugno - Secondo alcune fonti controverse Amerigo Vespucci compie nel 1497 il suo primo viaggio in America e raggiunge il continente americano in una spedizione insieme a Juan de la Cosa. In tal modo sarebbe lo scopritore dell'America continentale assieme a Giovanni Caboto.
- 24 giugno - Giovanni Caboto ed il figlio Sebastiano raggiungono l'isola di Terranova e il Canada.
- Caterina Sforza, signora di Forlì ed Imola, sposa Giovanni de' Medici (detto "il Popolano"): da loro nascerà Giovanni dalle Bande Nere, padre, a sua volta, di Cosimo I de' Medici, che sarà il primo Granduca di Toscana.
- Vasco da Gama circumnaviga per primo l'Africa, doppiando il Capo delle Tempeste chiamandolo Capo di Buona Speranza e raggiunge Mombasa, in Africa. L'anno seguente arriverà a Calicut, in India.
- Il 17 settembre gli Spagnoli, nell'ambito degli ultimi atti di Reconquista, occupano la città di Melilla.
- Il ramo principale degli Orlandi di Pisa cessa di esistere.

## Nati
- 26 gennaio - Go-Nara, imperatore giapponese († 1557)
- 16 febbraio - Filippo Melantone, umanista, teologo e astrologo tedesco († 1560)
- 8 marzo - Giovanni Paolo I Sforza, condottiero italiano († 1535)
- 20 marzo - Atahualpa, imperatore inca († 1533)
- 16 aprile - Mōri Motonari, militare giapponese († 1571)
- 17 aprile - Pedro de Valdivia, spagnolo († 1553)
- 13 maggio - Guigues Guiffrey, militare francese († 1545)
- 17 maggio - Niccolò Tribolo, architetto e scultore italiano († 1550)
- 15 giugno - Ernesto I di Brunswick-Lüneburg, nobile tedesco († 1546)
- 18 agosto - Francesco da Milano, compositore italiano († 1543)
- 10 settembre - Shimazu Tadataka, militare giapponese († 1519)
- 24 ottobre - Benedetto Accolti il Giovane, cardinale e arcivescovo cattolico italiano († 1549)
- 1º novembre - Giovanni Ricci, cardinale italiano († 1574)
- 19 dicembre - Lelio Capilupi, poeta e scrittore italiano († 1560)
- Alberto Accarisio, filologo italiano († 1544)
- Akechi Mitsutsuna, militare giapponese († 1535)
- Amago Okihisa, militare giapponese († 1534)
- Francesco Berni, scrittore, poeta e drammaturgo italiano († 1535)
- Francesco Bernardino Caldogno, medico, letterato e scacchista italiano
- Bartolomeo Camerario, giurista italiano († 1564)
- Giovanni Cappello, ambasciatore e armatore italiano († 1559)
- George Cavendish, scrittore britannico († 1562)
- Adolf Clarenbach, religioso tedesco († 1528)
- Lodovico Euffreducci, nobile italiano († 1520)
- Jean Fernel, medico e astronomo francese († 1558)
- Francesco del Tadda, scultore italiano († 1585)
- Elizabeth Grey, nobile inglese
- Hara Toratane, militare giapponese († 1564)
- John Heywood, poeta, drammaturgo e aforista inglese († 1580)
- Dionisio Laurerio, cardinale e vescovo cattolico italiano († 1542)
- Ricciarda Malaspina, sovrana italiana († 1553)
- Pedro Mexía, scrittore spagnolo († 1551)
- Jacopo Antonio Morigia, presbitero e religioso italiano († 1547)
- Giovanni Maria Olgiati, ingegnere italiano († 1557)
- Mattio Rampollini, compositore italiano († 1553)
- Gonzalo de Sandoval, esploratore spagnolo († 1528)
- Pero Lopes de Sousa, militare portoghese († 1539)
- Simone Spinola, doge († 1569)
- Agostino Steuco, filologo, antiquario e filosofo italiano († 1548)
- Margareta Eriksdotter Vasa, nobildonna svedese († 1536)
- Girolamo Verallo, cardinale e arcivescovo cattolico italiano († 1555)
- Battistina Vernazza, religiosa e scrittrice italiana († 1587)
- Nicholas Wotton, ambasciatore inglese († 1567)
- Katharina Zell, scrittrice belga († 1562)

## Morti

### Gennaio
- 2 gennaio - Beatrice d'Este, duchessa, stilista e mecenate italiana (n. 1475)
- 13 gennaio - Veronica Negroni da Binasco, mistica italiana (n. 1445)
- 17 gennaio - Gentile Virginio Orsini, condottiero italiano
- 28 gennaio - William Scheves, arcivescovo cattolico, funzionario e diplomatico scozzese

### Febbraio
- 6 febbraio - Johannes Ockeghem, compositore fiammingo
- 20 febbraio - Shimun IV Basidi, vescovo cristiano orientale siro

### Aprile
- 4 aprile - Elizabeth Tilney, nobile inglese
- 17 aprile - Giovanni Tornabuoni, banchiere e mecenate italiano (n. 1428)

### Maggio
- 5 maggio - Bernhard von Breidenbach, presbitero e diplomatico tedesco
- 5 maggio - Toki Shigeyori, militare giapponese (n. 1442)
- 18 maggio - Catherine Woodville, nobile inglese (n. 1458)
- 24 maggio - Benedetto da Maiano, architetto e scultore italiano (n. 1442)
- 26 maggio - Antonio Manetti, umanista, architetto e matematico italiano (n. 1423)

### Giugno
- 3 giugno - Carlo I d'Armagnac, nobile francese (n. 1425)
- 3 giugno - Robert Briçonnet, arcivescovo cattolico francese
- 14 giugno - Giovanni Borgia, II duca di Gandia, nobile e militare italiano (n. 1476)

### Luglio
- 17 luglio - Benedetto Ghirlandaio, pittore italiano (n. 1458)
- 24 luglio - Bartolommeo Scala, storico, letterato e politico italiano (n. 1430)

### Agosto
- 7 agosto - Bernardino Lonati, cardinale italiano
- 21 agosto - Lorenzo Tornabuoni, nobile italiano (n. 1465)
- 24 agosto - Sofia di Pomerania-Stolp, duchessa tedesca (n. 1435)
- 25 agosto - Johann von Tiefen, nobile

### Settembre
- 3 settembre - Nicolò Donà, patriarca cattolico italiano (n. 1434)
- 5 settembre - Pier Filippo Pandolfini, politico italiano (n. 1437)
- 19 settembre - Antonio Boldù, diplomatico e politico italiano
- 26 settembre - Bertrando VI de La Tour, nobile francese

### Ottobre
- 1º ottobre - Carlo Pallavicino, vescovo cattolico italiano
- 4 ottobre - Giovanni di Trastámara, principe (n. 1478)
- 4 ottobre - Benozzo Gozzoli, pittore italiano (n. 1420)
- 18 ottobre - Guidantonio Arcimboldi, arcivescovo cattolico italiano (n. 1428)

### Novembre
- 7 novembre - Filippo II di Savoia (n. 1443)
- 24 novembre - Girolamo Albertucci de' Borselli, storico italiano (n. 1432)
- 29 novembre - Beatrice d'Este, nobildonna italiana (n. 1427)
- 30 novembre - Anna Maria Sforza, nobile italiana (n. 1476)

### Dicembre
- 9 dicembre - Giovanni Giacomo Schiaffinato, cardinale e vescovo cattolico italiano (n. 1451)
- 14 dicembre - Ahmad Beg, principe ottomano (n. 1476)

### Senza giorno specificato
- Gherardo di Giovanni di Miniato, miniatore, pittore e umanista italiano
- Girolamo da Treviso il Vecchio, pittore italiano (n. 1451)
- Allegretto Allegretti, storico e politico italiano (n. 1429)
- Ottaviano Arcimboldi, arcivescovo cattolico italiano
- Ashikaga Shigeuji, militare giapponese (n. 1438)
- Gentile de' Becchi, vescovo cattolico italiano
- Aurelio Brandolini, umanista, religioso e letterato italiano
- Gabriele Bucci, religioso italiano (n. 1430)
- Bulgarino Bulgarini, giurista e diplomatico italiano (n. 1441)
- Bernardo Del Nero, politico italiano (n. 1422)
- Ibleto Fieschi, politico e religioso italiano (n. 1435)
- Anselmo Folengo, giurista italiano (n. 1430)
- Andreoccio Ghinucci, funzionario, politico e vescovo cattolico italiano
- Paola Gonzaga, nobile italiana (n. 1464)
- Colinet de Lannoy, compositore e cantore francese
- Simon Francesco Orlandi, ambasciatore italiano
- Gianfrancesco I Pallavicino, condottiero italiano
- Giovanni Antonio Panteo, umanista e religioso italiano (n. 1440)
- Niccolò Ridolfi, politico italiano (n. 1444)
- Gian Maria Riminaldi, giurista italiano (n. 1434)
- Cristoforo Rocchi, ingegnere e intagliatore italiano
- Pandolfo Rucellai, mercante italiano (n. 1436)
- Giorgio Summaripa, poeta e giurista italiano (n. 1435)
- Jean Tisserand, religioso e scrittore francese
- Bernardo Ventimiglia, politico italiano (n. 1463)
- Stefano da Gama, militare e esploratore portoghese
- Gherardo e Monte del Flora, artista italiano (n. 1445)

## Calendario
| Calendario 1497 | Calendario 1497 | Calendario 1497 | Calendario 1497 | Calendario 1497 | Calendario 1497 | Calendario 1497 | Calendario 1497 | Calendario 1497 | Calendario 1497 | Calendario 1497 | Calendario 1497 | Calendario 1497 | Calendario 1497 | Calendario 1497 | Calendario 1497 | Calendario 1497 | Calendario 1497 | Calendario 1497 | Calendario 1497 | Calendario 1497 | Calendario 1497 | Calendario 1497 | Calendario 1497 | Calendario 1497 | Calendario 1497 | Calendario 1497 | Calendario 1497 | Calendario 1497 | Calendario 1497 | Calendario 1497 | Calendario 1497 | Calendario 1497 |
| --------------- | --------------- | --------------- | --------------- | --------------- | --------------- | --------------- | --------------- | --------------- | --------------- | --------------- | --------------- | --------------- | --------------- | --------------- | --------------- | --------------- | --------------- | --------------- | --------------- | --------------- | --------------- | --------------- | --------------- | --------------- | --------------- | --------------- | --------------- | --------------- | --------------- | --------------- | --------------- | --------------- |
|                 | 1               | 2               | 3               | 4               | 5               | 6               | 7               | 8               | 9               | 10              | 11              | 12              | 13              | 14              | 15              | 16              | 17              | 18              | 19              | 20              | 21              | 22              | 23              | 24              | 25              | 26              | 27              | 28              | 29              | 30              | 31              |                 |
| Gennaio         | Do              | Lu              | Ma              | Me              | Gi              | Ve              | Sa              | Do              | Lu              | Ma              | Me              | Gi              | Ve              | Sa              | Do              | Lu              | Ma              | Me              | Gi              | Ve              | Sa              | Do              | Lu              | Ma              | Me              | Gi              | Ve              | Sa              | Do              | Lu              | Ma              |                 |
| Febbraio        | Me              | Gi              | Ve              | Sa              | Do              | Lu              | Ma              | Me              | Gi              | Ve              | Sa              | Do              | Lu              | Ma              | Me              | Gi              | Ve              | Sa              | Do              | Lu              | Ma              | Me              | Gi              | Ve              | Sa              | Do              | Lu              | Ma              |                 |                 |                 |                 |
| Marzo           | Me              | Gi              | Ve              | Sa              | Do              | Lu              | Ma              | Me              | Gi              | Ve              | Sa              | Do              | Lu              | Ma              | Me              | Gi              | Ve              | Sa              | Do              | Lu              | Ma              | Me              | Gi              | Ve              | Sa              | Do              | Lu              | Ma              | Me              | Gi              | Ve              |                 |
| Aprile          | Sa              | Do              | Lu              | Ma              | Me              | Gi              | Ve              | Sa              | Do              | Lu              | Ma              | Me              | Gi              | Ve              | Sa              | Do              | Lu              | Ma              | Me              | Gi              | Ve              | Sa              | Do              | Lu              | Ma              | Me              | Gi              | Ve              | Sa              | Do              |                 |                 |
| Maggio          | Lu              | Ma              | Me              | Gi              | Ve              | Sa              | Do              | Lu              | Ma              | Me              | Gi              | Ve              | Sa              | Do              | Lu              | Ma              | Me              | Gi              | Ve              | Sa              | Do              | Lu              | Ma              | Me              | Gi              | Ve              | Sa              | Do              | Lu              | Ma              | Me              |                 |
| Giugno          | Gi              | Ve              | Sa              | Do              | Lu              | Ma              | Me              | Gi              | Ve              | Sa              | Do              | Lu              | Ma              | Me              | Gi              | Ve              | Sa              | Do              | Lu              | Ma              | Me              | Gi              | Ve              | Sa              | Do              | Lu              | Ma              | Me              | Gi              | Ve              |                 |                 |
| Luglio          | Sa              | Do              | Lu              | Ma              | Me              | Gi              | Ve              | Sa              | Do              | Lu              | Ma              | Me              | Gi              | Ve              | Sa              | Do              | Lu              | Ma              | Me              | Gi              | Ve              | Sa              | Do              | Lu              | Ma              | Me              | Gi              | Ve              | Sa              | Do              | Lu              |                 |
| Agosto          | Ma              | Me              | Gi              | Ve              | Sa              | Do              | Lu              | Ma              | Me              | Gi              | Ve              | Sa              | Do              | Lu              | Ma              | Me              | Gi              | Ve              | Sa              | Do              | Lu              | Ma              | Me              | Gi              | Ve              | Sa              | Do              | Lu              | Ma              | Me              | Gi              |                 |
| Settembre       | Ve              | Sa              | Do              | Lu              | Ma              | Me              | Gi              | Ve              | Sa              | Do              | Lu              | Ma              | Me              | Gi              | Ve              | Sa              | Do              | Lu              | Ma              | Me              | Gi              | Ve              | Sa              | Do              | Lu              | Ma              | Me              | Gi              | Ve              | Sa              |                 |                 |
| Ottobre         | Do              | Lu              | Ma              | Me              | Gi              | Ve              | Sa              | Do              | Lu              | Ma              | Me              | Gi              | Ve              | Sa              | Do              | Lu              | Ma              | Me              | Gi              | Ve              | Sa              | Do              | Lu              | Ma              | Me              | Gi              | Ve              | Sa              | Do              | Lu              | Ma              |                 |
| Novembre        | Me              | Gi              | Ve              | Sa              | Do              | Lu              | Ma              | Me              | Gi              | Ve              | Sa              | Do              | Lu              | Ma              | Me              | Gi              | Ve              | Sa              | Do              | Lu              | Ma              | Me              | Gi              | Ve              | Sa              | Do              | Lu              | Ma              | Me              | Gi              |                 |                 |
| Dicembre        | Ve              | Sa              | Do              | Lu              | Ma              | Me              | Gi              | Ve              | Sa              | Do              | Lu              | Ma              | Me              | Gi              | Ve              | Sa              | Do              | Lu              | Ma              | Me              | Gi              | Ve              | Sa              | Do              | Lu              | Ma              | Me              | Gi              | Ve              | Sa              | Do              |                 |